# Wereldhavendagen
Wereldhavendagen is een jaarlijks meerdaags evenement in het eerste weekend van september in de haven van Rotterdam. Doel is om het publiek kennis te laten maken met en een kijkje achter de schermen te geven van de Rotterdamse haven onder andere door scheepsbezichtigingen, demonstraties op het water en presentaties van havenbedrijven. Het evenement trekt jaarlijks veel bezoekers. Een belangrijke attractie is tegenwoordig ook de muzikale show en het vuurwerk op de zaterdagavond op de Nieuwe Maas, bij de Erasmusbrug.
De locaties zijn: de Nieuwe Maas als demonstratiegebied, Katendrecht, Wilhelminapier, Wilhelminaplein, Willemsplein, Willemskade, Veerkade bij de Veerhaven, Westerkade en Parkkade. Tijdens het evenement vindt ook het Internationaal Shantyfestival Rotterdam plaats. Op diverse locaties in de Oude Haven en Leuvehaven treden dan vele shantykoren uit de hele wereld op. 
Wandelsportvereniging BoTu-Wandelen organiseert tijdens de Wereldhavendagen jaarlijks de Wereldhaventocht, een wandeltocht door de Rotterdamse haven met afstanden van 7, 12, 17, 22, 28 en 38 km. Mensen die willen meedoen kunnen zich hiervoor online inschrijven via de site van de Wereldhavendagen of tijdens het evenement zelf bij de start en krijgen bij de start naast een routebeschrijving een boekje met informatie over de bezienswaardigheden waar ze langskomen.
Vaste deelnemers zijn de verleners van havendiensten, zoals de slepers, loodsen, roeiers, waterschepen, enzovoort. Ook steeds aanwezig zijn het Havenbedrijf, de Zeepolitie, Douane en de Koninklijke Marine. Het aantal bezoekers loopt in de honderdduizenden, maar is ook afhankelijk van de weersomstandigheden. Het waren er bijvoorbeeld 450.000 in 2014 maar door het slechte weer 'slechts' 320.000 het jaar daarop in 2015.

## Geschiedenis
Al voor de Tweede Wereldoorlog werden er Havendagen georganiseerd om reclame te maken voor de Rotterdamse Haven. Toentertijd waren het eendaagse evenementen, die georganiseerd werden door het departement Rotterdam van de Nederlandse maatschappij voor nijverheid en handel en het bestuur der Stichting Havenbelangen. Doelgroep was niet het grote publiek, maar een verzameling vooraanstaande binnen- en buitenlandse zakenrelaties. De eerste Havendag werd gehouden op 12 september 1935 als onderdeel van de 'VVV-week'. Het programma bestond onder meer uit een boottocht door de havens, een lunch in de voormalige officierssociëteit in het Park en een thee in het Museum Boyman. Tijdens de derde Havendag in 1937 kregen de 375 gasten een lunch aangeboden in de burgerzaal van het stadhuis, waarna zij een rondvaart maakten door de haven.
Na de Tweede Wereldoorlog duurde het tot september 1978 toen met de organisatie van Rotterdam Maritiem ’78 de Havendagen hun huidige op het brede publiek gerichte karakter kregen. Het was een groots evenement met een vlootshow op de Nieuwe Maas met 180 schepen waaronder de populaire Charlotte Rhodes uit de serie The Onedin Line. Ook het Koninklijk Huis was aanwezig met Koningin Juliana, prins Bernhard, prinses Beatrix, prins Claus en de prinsjes aan boord van de Piet Hein en de Groene Draeck.
In 1979 werd de Open Havendag gehouden onder het motto 'Hallo Haven' waarbij het publiek toegang kreeg tot normaal gesloten bedrijfsterreinen in de haven, zoals raffinaderijen en containerterminals. In 1980 viel het besluit om van de Havendag een jaarlijks terugkerend evenement te maken. Uiteindelijk werd het ook de meerdaagse Havendagen, die tegenwoordig drie dagen in beslag nemen tijdens het eerste weekeinde van september.
Op 7, 8 en 9 september 2007 werden de Havendagen voor de 30e keer gehouden met als thema Werken aan Wereldklasse. Ook was er Admiraal De Ruyter Homeport Race. In verband met het 30-jarig jubileum was er een openingshavenlied van Gerard Cox en een avondprogramma op 8 september met onder andere Gloria Estefan. Ook vierde het Havenbedrijf Rotterdam N.V. haar 75-jarig bestaan.
Er waren diverse demonstraties onder andere van de Koninklijke Marine, een Maasrace, de Cat Logic zeilrace, een Motorsloepenparade en de World Port Parade. In het Maritieme Hotel/Zeemanshuis Rotterdam waren optredens van diverse Shantykoren.
In de jaren hierna volgden de thema's Groen Licht voor de Haven tijdens het Rotterdam Groenjaar 2008; Rotterdamse haven; Nieuwe energie gericht op nieuwe energiebronnen en op jongeren in het kader van Rotterdam Jongerenhoofdstad van Europa 2009. Aan de Wilhelminapier kwam de Grand Princess, een van de grootste cruiseschepen, Rotterdam centrum aandoen.
Het thema van de 40e editie van de Wereldhavendagen in 2017 was Rotterdam Werelds! en trok 430.000 bezoekers.
In 2020 waren er geen Wereldhavendagen vanwege de coronapandemie die dat jaar uitbrak. In plaats daarvan werden op de site van de Wereldhavendagen onder de naam "Port Stories" verhalen over de Rotterdamse Haven gepubliceerd, zodat de mensen de Wereldhavendagen thuis konden beleven. In 2021 vonden de Wereldhavendagen vanwege de coronapandemie plaats in een aangepaste vorm. Er waren geen activiteiten of demonstraties op en rond de kades en er was geen avondprogramma op de zaterdagavond. Dit werd vervangen door een online-havenshow die werd gestreamd via de site van de Wereldhavendagen en het digitale platform YouDistrict. Deze werd gepresenteerd door Richard Groenendijk.  In deze show vonden alle demonstraties plaats die anders in de haven en op de kade plaats zonden vinden. Op deze manier konden de mensen het kadeprogramma thuis beleven. Wel waren er diverse excursies waarvoor online gereserveerd diende te worden. 